# Шкотска национална странка
Шкотска национална странка (ШНП) (гел. Pàrtaidh Nàiseanta na h-Alba, енгл. Scottish National Party) је социјалдемократска странка левог центра која се заузима за независност Шкотске.
Основана је 1934, има око 14.000 чланова, а њено седиште налази се у Единбургу. Председник странке и „Први министар Шкотске” (премијер) је Џон Свини.
Од парламентарних избора у мају 2016. за Шкотски парламент ШНП има релативну већину и уз подршку Зелених гради мањинску владу. ШНП у Шкотском парламенту има 63 од 129 посланика, у британском парламенту 54 од 59 шкотских заступника, у Европском парламенту 2.

## ШНП у Европи
Чланица је Европске странке зелених (ЕГП) у Европском парламенту.

## Истакнути чланови ШНП
- Алекс Салмонд — председник странке и премијер Шкотске од 2007. године
- Кени Макаскил — министар правде од 2007. године
- Алин Смит — посланик у Европском парламенту од 2004. године
- Ијан Хаџтон — посланик у Европском парламенту од 1998. године
- Нил Макормик — посланик у Европском парламенту (1999—2004)
- Алан Макартни — посланик у Европском парламенту (1994—1998), оснивач шкотске Федерације националистичких студената
- Винифред Евинг — посланица у Европском парламенту (1979—1999)
- Никола Стерџон — председница странке и премијер Шкотске од (2014—2023)
- Хамза Јусаф — председник странке и премијер Шкотске од (2023—2024), први Пакистанац на оба положаја